# 부산 용적사 산신도
부산 용적사 산신도(釜山 龍積寺 山神圖)는 부산광역시 강서구 용적사에 있는 산신도이다. 2015년 11월 18일 부산광역시의 문화재자료 제89호로 지정되었다.

## 개요
용적사 산신도 화면 하단에는 ‘隆熙三’이라는 묵서 일부가 잔존하며, 불화 배면 중앙에는 3행의 주색(朱色) 범자다라니를 적고, 그 사방 가장자리에 범자(梵字) 1자씩을 각각 적고 있다. 화면 아래에 잔존하는 일부 화기에 의해 융희(隆熙) 3년(1909)에 조성된 것을 알 수 있으며, 용적사 소장 독성도(獨聖圖)와 같은 시기에 그려진 불화로 생각된다.
노송을 배경으로 산신과 호랑이를 포치(布置)해 안정된 구성을 보여 주고 있는데, 산신은 노송을 배경으로 향좌측을 향해 호랑이에 기댄 채 한쪽 무릎을 세워 앉아 있는 모습이다. 도포 가장자리의 윤곽선이 각이 지게 꺾임 처리된 점, 치마를 담먹선의 의습선을 피해 몰골기법으로 백색을 발라 처리한 점 등이 특징적이며, 호랑이는 기존 민화풍의 호랑이와는 다르게 표현되었다.
용적사 산신도는 보존상태가 비교적 양호할 뿐만 아니라, 1909년이라는 뚜렷한 제작년대를 지닌 산신도 중의 하나이며, 조선 말기에서 일제강점기 이전 불화 조성에 관한 역사자료로서도 의미가 있는 작품이다.

## 참고 자료
- 용적사 산신도 - 국가유산청 국가유산포털